# 107 Рыб
107 Рыб (лат. 107 Piscium) — звезда, которая находится в созвездии Рыб на расстоянии около 24,4 световых лет от Земли.

## Характеристики
Звезда относится к классу оранжевых карликов главной последовательности, её масса и диаметр составляют 83 % и 80 % солнечных соответственно. Светимость звезды составляет 37 % солнечной. 107 Рыб, возможно, является переменной звездой, поэтому в звёздных каталогах она иногда выступает под названием NSV 600.

## Ближайшее окружение звезды
Следующие звёздные системы находятся на расстоянии в пределах 10 световых лет от системы 107 Рыб:
| Звезда     | Спектральный класс | Расстояние, св. лет |
| L 1157-47  | M V                | 5,4                 |
| LP 469-206 | M V                | 5,6                 |
| AC+25 7918 | M3 V               | 6,5                 |
| LP 469-67  | M V                | 7,0                 |
| Глизе 105  | K3 V/M3,5 V/M V    | 7,8                 |
| HR 222     | K1-2 V             | 8,4                 |
| L 1305-10  | M4-6 V             | 9,5                 |

## В научной фантастике
Система 107 Рыб упоминается в романе Аластера Рейнольдса «Пропасть искупления» (англ. Absolution Gap). На орбите звезды обращаются газовый гигант Хэлдора (англ. Haldora) и обитаемая луна Хэла (англ. Hela).